# Храм святого рівноапостольного князя Володимира (Ростов-на-Дону)
 Храм Святого Рівноапостольного князя Володимира (Ростов-на-Дону) (рос. Храм Святого Равноапостольного князя Владимира) — православний храм Ростовської і Новочеркаській єпархії Московського Патріархату Російської Православної Церкви в місті Ростов-на-Дону.
Адреса: м. Ростов-на-Дону, вул. Саші Чебанова, д. 12.

## Історія
Церква в ім'я Святого Рівноапостольного князя Володимира (Шаховська) будувалася в 1888—1889 роках в місті Ростові-на-Дону. Ініціатором та інвестором будівництва храму був купець 2-ї гільдії Михайло Петрович Шахов, тому церква відома також, як Шаховська. Спочатку церква передбачалося будувати, як домову каплицю при свічковому заводі, але внаслідок наближення 900-літнього ювілею хрещення Русі, в пам'ять цієї події, М. П. Шахов вирішив будувати велику церкву. Церква заклали 13 червня 1888 році. Автором проекту храму був, імовірно, архітектор Н. М. Соколов. 4 грудня 1889 року церква була освячена єпископом Серапіоном в ім'я Святого Рівноапостольного Великого князя Володимира.
Побудований однокупольний Володимирський храм було споруджено з цегли, мав центральний світловий барабан і одноярусну дзвіницю. Храм був розписаний масляними фарбами. За даними церковних відомостей за 1889—1891 рр., Володимирської «безприходской» церкви належала земля площею 459,5 кв. м. Церкву оточувала ажурна огорожа з кам'яним цоколем. «При церкві в огорожі — кам'яний двоповерховий будинок, верхній поверх призначався для священика, нижній поверх — для церковної сторожки. При церкві чоловіча однокласна церковно-приходська школа. Навчаються в ній 150 хлопчиків». Церковно-парафіяльна школа при храмі і священик містилися купцем М. П. Шаховим.
Через деякий час після побудови Володимирської церкви М. П. Шахов помер. Дітей у Шахових не було, та Михайло Петрович мав у нього майно на суму близько 100 000 рублів заповів своїй дружині, Єфросинії Леонтіївні, після смерті якої воно повинно було перейти у власність міста з умовою, щоб з доходів цього майна сплачувалося платню священика Володимирської церкви; за працю вчительства в церковно-парафіяльній школі та на утримання притулку для престарілих сиріт, так само влаштованому Шаховим. Вдова Шахова, власниця залишилися нерухомих маєтків, відмовилася від довічного володіння на користь міста з умовою, щоб для її проживання була влаштована квартира з 4-х кімнат. Єфросинія Леонтіївна Шахова стала попечителькою церковно-парафіяльної школи.
На початку 1930-х років Володимирська церква була закрита, був зруйнований її купол. У середині 1930-х років територію, що належала Володимирської церкви, передали Паровозоремонтному заводу їм. Леніна (нині Ростовський електровозоремонтний завод імені в. І. Леніна), що знаходився поблизу. У 1938 році будівля колишньої Шаховської церкви, розташоване на території Паровозоремонтного заводу, постановою Президії Ростовського міськради передано в розпорядження заводу під виробничі цілі.
У 1942 році, під час окупації р. Ростова-на-Дону німецько-фашистськими військами, приміщення храму займала церковна громада під молитовний будинок.
У 1943 році, після звільнення Ростова, парафіяни Володимирського і Верхньо — Гниловского Серафимівського храмів зібрали кошти на виготовлення двох танків для Радянської армії. За цей патріотичний подвиг Володимирський храм у 1945 році був нагороджений Червоним прапором і портретом генералісимуса В. В. Сталіна. Однак навіть ця нагорода не зберегла храм від ліквідації.
У 1963 році будівлі колишньої церкви прилеглу до неї територію передали у ведення РК ДОСААФ. Однак, «враховуючи, що ДОСААФ не був в змозі капітально відремонтувати цю будівлю, а позавідомча охорона має кошти на ці цілі», виконком Залізничної райради ухвалив рішення № 397 від 24 грудня 1963 року про передачу будівлі у відання позавідомчої охорони Залізничного району для обладнання під службове приміщення.
В даний час від храму залишилася частина східної стіни, виконана з цегли старого зразка на вапняному розчині з пілястрами, що спираються на фундаменти з кам'яних блоків. З східної сторони будівлі збереглися залишки фундаменту вівтарної частини храму.
У 2012 році з благословення митрополита Ростовського і Новочеркаського Меркурія утворений прихід Князь-Володимирського храму. Настоятелем приходу був призначений ієрей Володимир Чигрин. У 2012 році прихід Князь-Володимирського храму направив запит в Росмайно на передачу йому будівлі, що стоїть на місці зруйнованого храму Святого Рівноапостольного князя Володимира.
З 2012 року в будинку на місці колишнього храму відбувається регулярне богослужіння. В будівлі парафіянами облаштовано тимчасовий храм, у якому в липні 2013 року були встановлені куполи, придбана мала дзвіниця, в 2014 році облаштовано дзвіниця. 25 липня 2013 року відбулося освячення та встановлення хреста храму на честь Святого рівноапостольного князя Володимира р. в Ростові-на-Дону. Чин освячення звершив благочинний Західного округу, секретар митрополита Ростовського і Новочеркаського р. по Ростову-на-Дону протоієрей Іоанн Осяк у співслужінні настоятеля храму ієрея Володимира Чигрина і клірика Свято-Троїцької парафії ієрея Валерія Мініна.
У даний час храм відкритий щодня з 8:00 до 17:00, у недільні та святкові дні здійснюється богослужіння.

Храм Святого Рівноапостольного князя Володимира
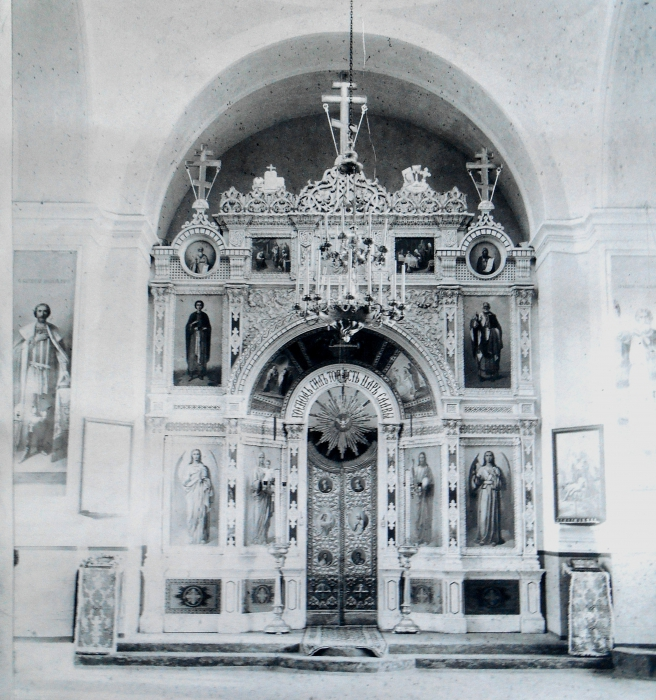
Храм Святого Рівноапостольного князя Володимира
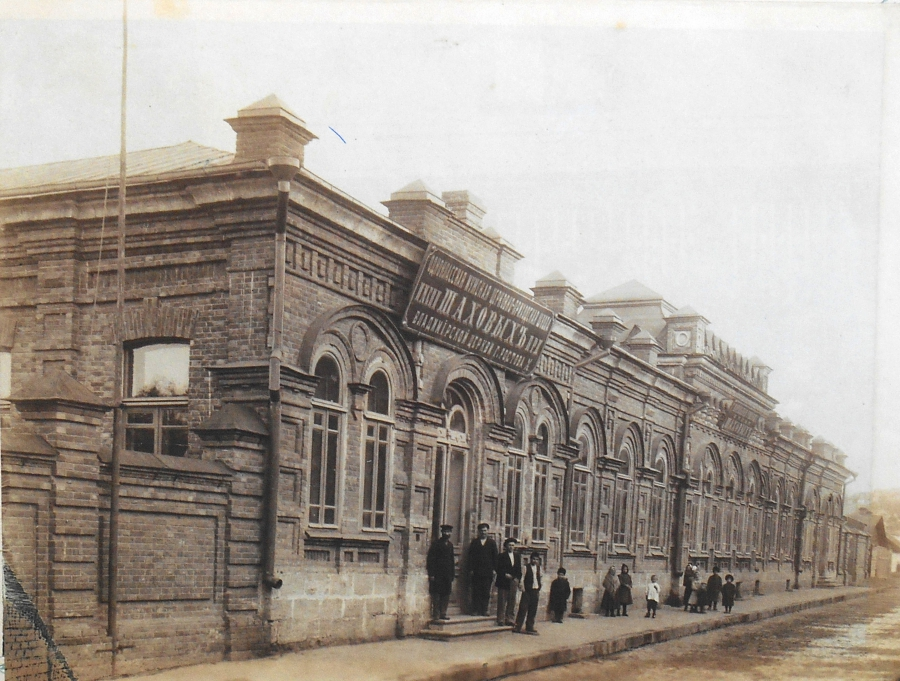
Церковно-парафіяльна школа храму
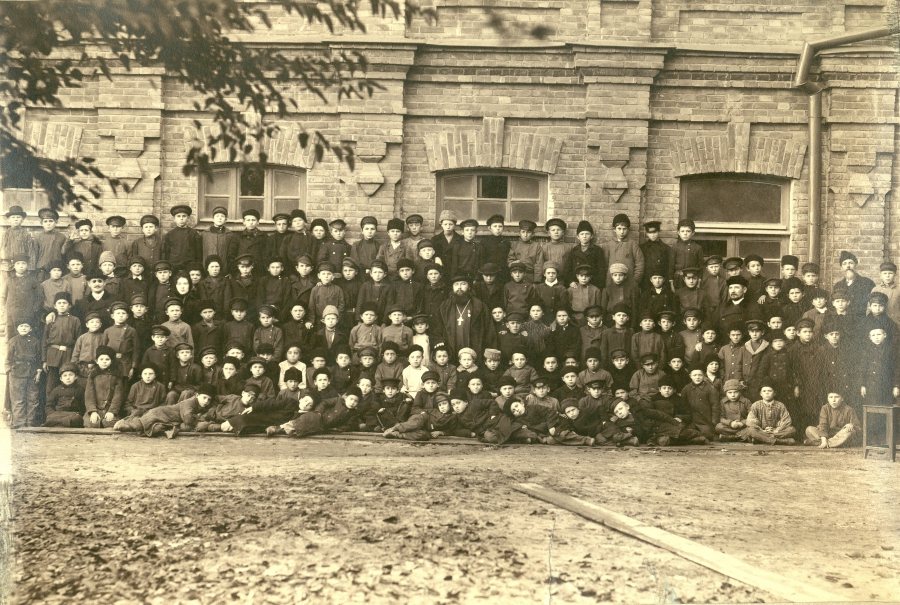
Учні церковно-парафіяльної школи храму
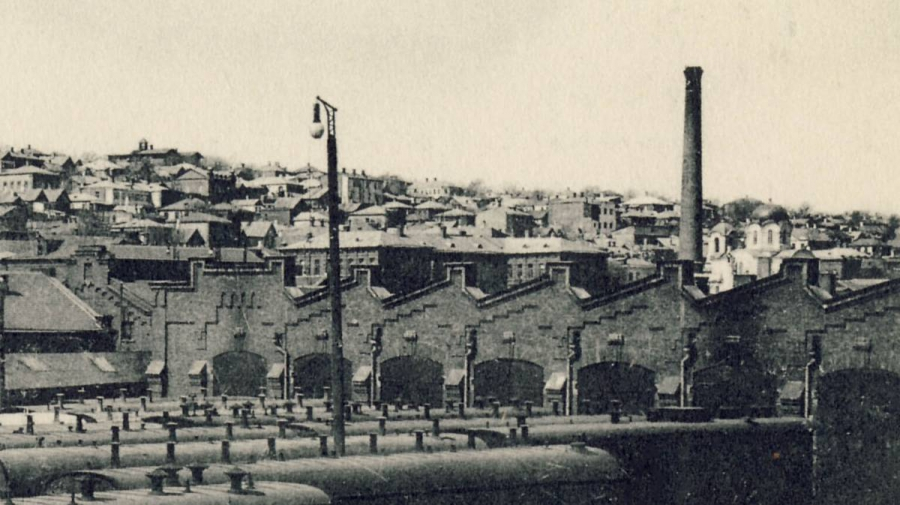
Вид на храм Святого Рівноапостольного князя Володимира з боку Паровозоремонтного заводу ім. Леніна